# 後藤隆太郎
後藤 隆太郎（ごとう りゅうたろう、1994年8月27日 - ）は、神奈川県出身の、日本の柔道選手である。階級は100kg級。身長180cm。血液型はB型。段位は参段。組み手は左組み。得意技は内股。

## 人物
柔道は6歳の時に始めた。神明中学3年の時に全国中学校柔道大会90kg超級で2位になった。慶應義塾高校に進むと、2年の時にインターハイ100kg級で5位となり、全国高等学校柔道選手権大会では無差別に出場して同じく5位となった。3年のインターハイでは3位だった。
慶應義塾大学法学部政治学科に進むと、1年の全日本ジュニアでは決勝で国士舘大学2年の小川竜昂に大外刈で敗れた。アジアジュニアでは優勝を飾った。2年になるとロシアジュニア国際に出場するが、決勝で地元ロシアのニヤス・イリアソフに敗れた。全日本ジュニアでは決勝で東海大学1年のウルフ・アロンに指導2で敗れて2年連続2位に終わるも、ウルフとともに世界ジュニア代表に選ばれた。世界ジュニアではロシアジュニア国際で敗れたヨーロッパジュニアチャンピオンのイリアソフを技ありで破って優勝を飾った。
2015年のユニバーシアード個人戦では5位に終わったものの、団体戦では優勝メンバーに名を連ねた。学生体重別では決勝で東海大学の阪本健介に技ありで敗れた。2016年の学生体重別でも決勝でウルフに指導2で敗れて2位に終わった。講道館杯でも準決勝でウルフに敗れて3位だった。
2017年からは三井物産の所属となった。全日本選手権には慶應義塾大学出身者として植村剛太郎以来56年ぶりの出場を果たすことになった。
　　　　　　　　　　　　　　　

## 戦績
- 2009年 -　全国中学校柔道大会 2位(90kg超級)
- 2011年 -　インターハイ　5位
- 2012年 -　全国高等学校柔道選手権大会　5位(無差別)
- 2012年 -　インターハイ　3位
- 2013年 -　全日本ジュニア　2位
- 2013年 -　アジアジュニア　優勝
- 2014年 -　ロシアジュニア国際　2位
- 2014年 -　全日本ジュニア　2位
- 2014年 -　学生体重別　5位
- 2014年 -　世界ジュニア　優勝
- 2015年 -　ヨーロッパオープン・ローマ　5位
- 2015年 - ユニバーシアード　個人戦　5位　団体戦　優勝
- 2015年 -　学生体重別　2位
- 2016年 -　学生体重別　2位
- 2016年 -　講道館杯　3位

(出典、JudoInside.com)。